# Придорогин, Владимир Александрович
Влади́мир Алекса́ндрович Придоро́гин (16 марта 1906, Борисоглебск — 3 апреля 1982, Москва) — советский оператор неигрового кино, фронтовой кинооператор в годы Великой Отечественной войны. Заслуженный деятель искусств РСФСР.

## Биография
Родился в Борисоглебске Тамбовской губернии (ныне — Воронежская область) в семье служащих. В 1923—1924 годах состоял в отряде охраны Реввоенсовета и штаба Красной армии. С 1924 по 1926 год служил надзирателем, и затем по август 1929 года — сотрудником транспортного отдела ОГПУ. В 1929 году вступил в ВЛКСМ.
Обучался на операторском факультете Государственного техникума кинематографии, после окончания которого в 1930 году работал помощником оператора на киностудии «Межрабпомфильм», принял участие в создании фильмов: «Ещё одна страница» (1930), «Две встречи» (1932), «Груня Корнакова» (1936), был оператором на картине «Пролетарское чудо» (1931—1934; фильм остался не завершённым).
С июня 1935 года — оператор на новосибирской киностудии «Сибтехфильм», где снимал научно-популярные и учебные фильмы по Западной Сибири, побывал также на Памире. C декабря 1940 года — оператор на Центральной студии кинохроники. Из-за болезни с июля по ноябрь 1941 года работал конторщиком на железной дороге и одновременно военным фотокорреспондентом в газете «Гудок». По выздоровлении был призван в Красную армию, воинское звание — инженер-капитан. С января 1942 года — оператор киногруппы Западного фронта, — в наступательный период Битвы за Москву.
Выбор материала для наблюдения у него далеко не всегда оправдан. В частности, удивляет обилие кадров с бойцами, пьющими водку. Этот мотив повторяется три раза и разработан более детально, чем другие моменты, заслуживавшие большего внимания.

Один из ведущих операторов Западного фронта…
Жанрово-бытовые съёмки солдатского быта и кадры подлинно боевого кинорепортажа, снятые Придорогиным, отличало редкое чувство в отборе наиболее ярких и нетривиальных жизненных подробностей. При этом его ничуть не смущало, что очень часто эти детали наверняка покоробят или даже вызовут раздражение и гнев московского начальства, ибо они уже никак не вписывались в тот куций, поистине кастрированный регламент жизненных проявлений, дозволенный к воспроизведению в советском кино и в системе советской пропаганды.
— В. И. Фомин, историк кино, «Плачьте, но снимайте!» 2018
С конца февраля 1942 года снимал в составе киногруппы 3-го Белорусского фронта, — бои за Витебск, Борисов, Минск, Вильнюс, Каунас. Был участником Восточно-Прусской операции.
В марте 1945 года был назначен уполномоченным «Совэкспортфильма» в Чехословакию, где провёл два года. С 1947 года — оператор ЦСДФ. В период 1961—1964 годов был представителем «Совэкспортфильма» в Бирме. Вышел на пенсию в 1968 году. Кроме участия в фильмах является автор сюжетов для кинопериодики: «Дружба», «Ленинградский киножурнал», «Московская кинохроника», «Наш край», «Новости дня», «Пионерия», «Советский патриот», «Советский спорт», «Союзкиножурнал», а также спецвыпусков.
Член ВКП(б) с 1943 года, член Союза кинематографистов СССР (Москва) с 1957 года.

## Фильмография
Оператор
- 1937 — По тигровой тропе
- 1938 — Алтай и Кузбасс (совместно с А. Барановым)
- 1938 — Лесостепь и степь Западной Сибири (совместно с А. Барановым)
- 1938 — Охотничий промысел в тайге (совместно с А. Барановым)
- 1938 — По Северной Двине (совместно с А. Барановым)
- 1938 — Природа тайги (совместно с А. Барановым)
- 1938 — Тайга (Западная Сибирь) (совместно с А. Барановым)
- 1938 — Тайга Западной Сибири (совместно с А. Барановым)
- 1938 — Эвенки (совместно с А. Барановым)
- 1938 — Ямальская тундра (совместно с А. Барановым)
- 1939 — В таёжных далях
- 1940 — Сибирь Советская (совместно с О. Фраткиным)
- 1940 — Якутия (совместно с Н. Тургеневым)
- 1940 — Якутская АССР (совместно с Н. Тургеневым)
- 1943 — Монголия — фронту (совместно с операторами Монголкино)[9]
- 1944 — В Восточной Пруссии (в соавторстве)
- 1944 — Минск наш (в соавторстве)
- 1945 — В логове зверя (в соавторстве)
- 1945 — Освобождение Советской Белоруссии (в соавторстве)
- 1947 — 1 Мая 1947 (в соавторстве)
- 1947 — В день выборов (в соавторстве)
- 1947 — День победившей страны (в соавторстве)
- 1947 — На страже мира (в соавторстве)
- 1948 — 1-е Мая 1948 (в соавторстве)
- 1948 — В. И. Ленин
- 1949 — По почину москвичей (в соавторстве)[10]
- 1949 — Слава труду (в соавторстве)
- 1949 — Спортивная зима (в соавторстве)
- 1950 — 1-е Мая 1950 (в соавторстве)
- 1951 — 1-е Мая 1951 (в соавторстве)
- 1951 — День Воздушного флота СССР (в соавторстве)[11]
- 1952 — 1-е Мая 1952
- 1952 — Международная выставка в Лейпциге (совместно с С. Киселёвым, А. Крыловым, И. Сокольниковым, А. Фроловым)
- 1952 — На стройках Москвы
- 1953 — 30-й Октябрь
- 1953 — Великое прощание (в соавторстве)
- 1953 — На страже мира
- 1955 — Колхоз на Кубани (совместно с Л. Панкиным, О. Сугинтом)[12]
- 1955 — МГС в степи
- 1955 — Французская парламентская делегация в СССР (в соавторстве)
- 1956 — Из Рима в Милан (совместно с Л. Панкиным)[13]
- 1956 — На одном уральском заводе (совместно с И. Горчилиным, М. Прудниковым)[14]
- 1956 — Промышленная выставка в Милане
- 1956 — У нас в Кабарде (совместно с Г. Земцовым, В. Усановым)[15]
- 1957 — Дар Меконга (совместно с Н. Генераловым)[16]
- 1957 — О Камбодже
- 1957 — Среди лесов Подмосковья[17]
- 1958 — Страницы великой жизни[18]
- 1958 — Повесть о земле Якутской (совместно с И. Бганцевым, Л. Зильбергом, В. Копалиным, А. Белинским)
- 1966 — Вестибюли и станции Московского метро
- 1966 — Горсть земли (совместно с А. Поповой)[19]

Режиссёр
- 1956 — Из Рима в Милан (совместно с Л. Панкиным)
- 1956 — Промышленная выставка в Милане
- 1957 — Среди лесов Подмосковья

## Награды и звания
- медаль «За оборону Москвы» (31 июля 1944 года)[2];
- орден Отечественной войны II степени (18 августа 1944 )[20];
- медаль «За взятие Кенигсберга» (1945)[21];
- медаль «За победу над Германией в Великой Отечественной войне 1941—1945 гг.» (1945)[21];
- заслуженный деятель искусств РСФСР[4];
- медали СССР[2].

## Комментарии
1. ↑  Кадры, снятые В. Придорогиным в киногруппе Западного фронта, вошли в «Боевые киносборники» и другие киножурналы[1].
2. ↑  Из находящихся в фондах ГЦМК монтажных листов В. Придорогина последняя съёмка в Восточной Пруссии датируется мартом 1945 года — в освобождённом Красной армией Цинтене (ныне — Корнево)[7].